# Michael Dürsch
Michael Dürsch (n. 28 martie 1957, Herrsching am Ammersee, Bavaria, Germania) este un canotor ce a reprezentat Germania, medaliat olimpic. A participat la o ediție a Jocurilor Olimpice (1984) în care a câștigat o medalie de aur.

## Participări
Lista de mai jos prezintă principalele competiții la care a participat Michael Dürsch de-a lungul carierei.
- rowing at the 1984 Summer Olympics – men's quadruple sculls[*][4]